# Perchotravensk (oblast de Jytomyr)
Perchotravensk (en ukrainien : Першотравенськ ; en russe : Першотравенск) est une commune urbaine de l'oblast de Jytomyr, en Ukraine. Sa population s'élevait à 3 261 habitants en 2022.

## Géographie
Perchotravensk est arrosée par la rivière Khomora (Хомора), un affluent de la Sloutch. Elle est située à 10 km au sud de Baranivka, à 73 km à l'ouest de Jytomyr et à 207 km à l'ouest de Kiev.

## Histoire
Perchotravensk est d'abord un village fondé en 1898 sous le nom de Tokarivka (Tokarevka en russe) pour loger le personnel d'une nouvelle usine de porcelaine électrotechnique. En 1934, il est rebaptisé Perchotravensk et accède au statut de commune urbaine en 1938.

## Population
Recensements (*) ou estimations de la population :
| 1959* | 1970* | 1979* | 1989* | 2001* |
| ----- | ----- | ----- | ----- | ----- |
| 4 568 | 4 167 | 4 229 | 4 136 | 3 633 |

| 2009  | 2010  | 2011  | 2012  | 2013  |
| ----- | ----- | ----- | ----- | ----- |
| 3 692 | 3 673 | 3 678 | 3 651 | 3 631 |

## Économie
L'économie locale est dominée par une entreprise industrielle : l'Usine de porcelaine électrotechnique de Perchotravensk (en ukrainien : Першотравенський завод електротехнічного фарфору, Perchotravenskyï zavod elektrotekhnitchnoho farforou), en abrégé PZETF. Elle fabrique des isolateurs haute et basse tension et emploie 284 salariés en 2009.

## Transports
Par la route, Perchotravensk se trouve à 11 km de Baranivka, à 14 km de Polonne, à 99 km de Jytomyr et à 260 km de Kiev. La gare ferroviaire la plus proche est celle de Polonne, dans l'oblast de Khmelnytskyï. Jytomyr se trouve à 150 km par le chemin de fer.